# Kościół św. Elżbiety w Ițcani
Kościół św. Elżbiety w Ițcani (rum. Biserica Sfânta Elisabeta din Ițcani) – kościół rzymskokatolicki w Suczawie przy ulicy Gării 13 w pobliżu stacji kolejowej Suceava Nord. Patronką świątyni jest św. Elżbieta Węgierska.
Świątynia została wybudowana w 1902 we wsi Ițcani, która w późniejszych latach stała się częścią Suczawy. Powstała na potrzeby mieszkających w okolicy kolonistów niemieckich, którzy osiedlali się tu od końca XVIII wieku. W pobliżu przebiegała granica Austro-Węgierska a stacja kolejowa położona przy tej samej ulicy była punktem granicznym. Podczas przeprowadzonego w Rumunii w grudniu 1930 spisu ludności wyznanie rzymskokatolickie deklarowało 534 mieszkańców, czyli 31,26% ludności, a w położonej obok wsi Ițcani-Noi 154 osoby, z których większość miała niemieckie pochodzenie. Po II wojnie światowej, szczególnie podczas rządów komunistycznych większa ich część opuściła Rumunię i udała się do Niemiec (byli to potomkowie Niemców i Polaków). W marcu 1969, gdy proboszczem parafii był Johann Proschinger umieszczono przed świątynią metalowy krzyż z napisem „Misja święta 22-26 III 1969”, poniżej znajduje się fraza w trzech językach po rumuńsku „Mîntuiește sufletul tău”, niemiecku „Rette deine Seele” i polsku „Ratuj duszę twoją”. W wyniku stałej emigracji w 2001 pozostało jedynie 56 rodzin deklarujących wiarę rzymskokatolicką, z czego uczestnictwo w życiu parafii prowadzą z 30 rodzin pojedyncze osoby. Ostatni proboszcz Dumitru Patrașcu obejmując parafię wyrażał obawę, że w najbliższych latach liczna wiernych zmaleje do tak niskiego poziomu, że trzeba będzie zaprzestać posługi pasterskiej, a wierni będą uczestniczyć w mszach świętych w drugiej parafii katolickiej w Suczawie. Od 2007 kościół jest otwierany tylko w niedzielę lub na potrzeby uroczystości religijnych, stanowi filię parafii św. Jana Nepomucena w Suczawie, a nabożeństwa celebruje kapłan dojeżdżający z tamtej parafii.
Kościół św. Elżbiety jest świątynią jednonawową, wnętrze zdobią freski, a na chór prowadzą metalowe schody.